# Зеда-Сорта
Зеда-Сорта (груз. ზედა სორტა) — село в Грузии, на территории Сенакского муниципалитета края (мхаре) Самегрело-Верхняя Сванетия.

## География
Село находится в западной части Грузии, на правом берегу реки Техури, на расстоянии приблизительно 3 километров (по прямой) к северо-востоку от города Сенаки, административного центра муниципалитета. Абсолютная высота — 58 метров над уровнем моря.

## Население
По результатам официальной переписи населения 2014 года в Зеда-Сорте проживало 160 человек (73 мужчины и 87 женщин). В национальной структуре населения грузины составляли 100 %.
| Год  | Население, человек |
| ---- | ------------------ |
| 2002 | 217                |
| 2014 | ↘ 160              |